# Місія Нансена
Місія Нансена — неофіційна, але вживана в радянських республіках назва об'єднання 15-ти національних релігійно-доброчинних товариств і комітетів Червоного Хреста під егідою Міжнародного комітету Червоного Хреста, яку очолював Ф.Нансен. Зокрема, до місії Нансена входили: 
- Комітет Нансена в Амстердамі;
- Швейцарський, Шведський, Голландський, Данський, Норвезький і Німецький Червоні Хрести, Швейцарський та Італійський комітети допомоги дітям;
- Універсальна єврейська конференція допомоги;
- Європейська допомога студентам;
- Товариство адвентистів сьомого дня;
- Сербсько-словенсько-хорватський комітет;
- Чехословацька місія допомоги;
- Товариство допомоги дітям Голландського Червоного Хреста.

Утворена в серпні 1921 року на 1-й Міжнародній конференції допомоги голодуючим радянської Росії в Женеві за участю 80 представників 48-ми товариств Червоного Хреста і європейських держав. Восени 1921 року розгорнула діяльність в Росії згідно з угодою від 27 серпня 1921 року, підписаною між Ф. Нансеном та наркомом закордонних справ РСФРР Г. Чичеріним про надання Міжнародним Червоним Хрестом допомоги голодуючим РСФРР.
Саме завдяки виступові представника місії Нансена за межами Росії Е. Фріку на 2-й Міжнародній конференції допомоги голодуючим радянської Росії (січень 1922 року) світова громадськість дізналася про голод в УСРР. Віце-президент Міжнародного товариства Червоного Хреста, особливий уповноважений верховного комісара Ліги Націй у справах репатріації військовополонених з УСРР зробив доповідь про становище в УСРР за поданням голови виїзної місії Українського товариства Червоного Хреста І. Холодного.
1922 року місія Нансена поширила роботу на УСРР відповідно до договору, укладеного в грудні 1921 року з головою уряду та наркомом закордонних справ УСРР Х.Раковським. За змістом текст договору був ідентичним до раніше підписаного з РСФРР і близьким до тих угод, що були укладені між радянськими урядами та Американською адміністрацією допомоги (АРА) в РСФРР і УСРР. Зокрема, всі договори з іноземними доброчинними організаціями мали пункт про зобов'язання їхніх представників займатися в радянських республіках виключно доброчинною діяльністю. Проте Ф. Нансен, на відміну від керівника АРА Г. Гувера, прийняв пропозицію радянської сторони розподіляти допомогу через радянські комісії допомоги голодуючим, відмовившись від створення власного апарату. Цей факт було використано проти нього в ідеологічній дискусії навколо допомоги голодуючим у Лізі Націй, у російських емігрантських колах, а також у Норвегії.
Зважаючи на лояльність Ф. Нансена до більшовицького режиму, радянські власті активно пропагували його діяльність у засобах масової інформації, у той час як АРА, в апараті якої працювали голодуючі з числа «позбавленців» (осіб, позбавлених політичних прав), піддавалася необґрунтованій критиці та звинуваченням в антирадянській діяльності.

## Діяльність в УСРР
Місія Нансена розпочала діяльність в УСРР в середині травня 1922 року. Українську контору очолив полковник В. Квіслінг, Миколаївським відділенням керував Хокон Карс Сюнд, а Харківським — Дж. Харрингтон. 10 із 60 співробітників місії, які працювали в радянських республіках, загинули від тифу.
До літа 1923 року місія Нансена доставила в УСРР 315 тис. пудів продовольства (12,2 млн пайків), більше 1 тис. продовольчих і речових пакунків, 40 т медикаментів на суму 140 тис. доларів США, 50 т соку лайму, 116 т риб'ячого жиру. Продовольчу допомогу місії отримали 90 180 осіб.
Спеціальну увагу місія Нансена приділяла боротьбі з епідеміями та допомозі безпритульним, учнівській молоді й інтелігенції. Допомогу студентам здійснювала «Європейська допомога студентам» («European Student Relief»), а професорам — «Нансенівська допомога працівникам інтелектуальної праці» («Nansen's Intellectual Relief»), що входили до складу Н.м. Представником останньої в УСРР був доктор Х.Ланнунінг. Студенти отримували від місії їжу (у Харкові діяли 2 студентські їдальні на 1 тис. осіб кожна), підручники та одяг, а професори, крім продовольчих і речових пакунків, — різні види науково-технічної допомоги. До продовольчих пакунків місії Нансена входило 7 кг борошна, 4 банки згущеного молока, по 1 кг сала й цукру та 40 г чаю. Вартість кожного пакунка становила 2 долари США. Допомога безпритульним надавалася через харківський дитячий будинок для 85 осіб. Окремою ланкою роботи стала виробнича допомога селянам. На особисті кошти Ф.Нансена (Нобелівська премія миру) та дотації німецьких, французьких, шведських фірм було утворено сільськогосподарську дослідну станцію в с. Михайлівка Катеринославської губернії, яка стала провідним насінницьким господарством республіки. Значні кошти були використані й на завезення в УСРР 45 тракторів для створення тракторних загонів.
1923 року за активну доброчинну діяльність в УСРР Ф. Нансена обрано почесним членом Українського товариства Червоного Хреста.